# Landry Bender
Pour les articles homonymes, voir Bender.
Landry Bender, née le 3 août 2000 à Chicago en Illinois, est une actrice américaine. 

## Biographie
Elle est connue notamment pour son rôle de Cyd Ripley dans la série Best Friends Whenever, et pour son rôle de Rocki dans la série de Netflix La Fête à la maison : 20 ans après.

## Filmographie

### Cinéma
- 2011 : Baby-sitter malgré lui (The Sitter) : Blithe
- 2019 : A World Away : Zoey Cristopolis

### Télévision
- 2011 : Council of Dads (Téléfilm) : Mykala Wells
- 2012-2014 : Crash & Bernstein (Série TV) : Cleo Bernstein
- 2014 : Jake et les Pirates du Pays imaginaire (Jake and the Never Land Pirates) (Série TV) : Little Sister (Voix)
- 2014 : Fairest of the Mall (Téléfilm) : Nikki
- 2015 - 2016  : Best Friends Whenever (Série TV) : Cyd Ripley
- 2015 : Liv et Maddie (Série TV) : Cyd Ripley
- 2017-2019 : La Garde du Roi Lion (The Lion Guard) (Série TV)) : Makini (Voix)
- 2017-2020 : La Fête à la maison : 20 ans après (Fuller House) (Série TV) : Roxanne « Rocki » Mahan
- 2019 : Looking for Alaska (Série TV) : Sara Bankhead Harbert
- 2021 : The Republic of Sarah (Série TV) : Bella